# Stéphanie Balmir Villedrouin
Stéphanie Balmir Villedrouin, née le 29 mars 1982 à Caracas au Venezuela, est une femme politique haïtienne.

## Biographie
Fille d'Alix Balmir, un diplomate haïtien, elle quitte le Venezuela où son père était ambassadeur, alors qu'elle n'est âgée de quelques mois, pour s'installer avec sa famille en Colombie où elle a commencé ses études classiques. Quatre ans plus tard, elle rentre à Port-au-Prince après la chute de Jean-Claude Duvalier. Elle poursuit ses études au collège Saint-François-d'Assise de la capitale[Laquelle ?] jusqu'en terminale. Elle se rend ensuite en République dominicaine pour étudier l’hôtellerie et le tourisme au  Pontificia Universidad Católica Madre y Maestra (es) (PUCMM) de Santiago de los Caballeros. En 2003, elle épouse Marcel Bernard Villedrouin avec qui elle a trois enfants prénommés : Shamsy, Nathan et Sylka.
À la suite de l'élection à la présidence de Michel Martelly, elle est nommée dans le gouvernement de Garry Conille à la tête du Ministère du tourisme, le 20 octobre 2011, puis de celui du Ministère du Tourisme et des Industries Créatives le 2 avril 2014. Elle reste en fonction à ce poste jusqu'au 23 mars 2016 où elle est remplacée par Didier Hyppolite.